# اترور
اترور (به انگلیسی: Utroor) یک منطقهٔ مسکونی در پاکستان است که در خیبر پختونخوا واقع شده‌است.